# Douglas Silva

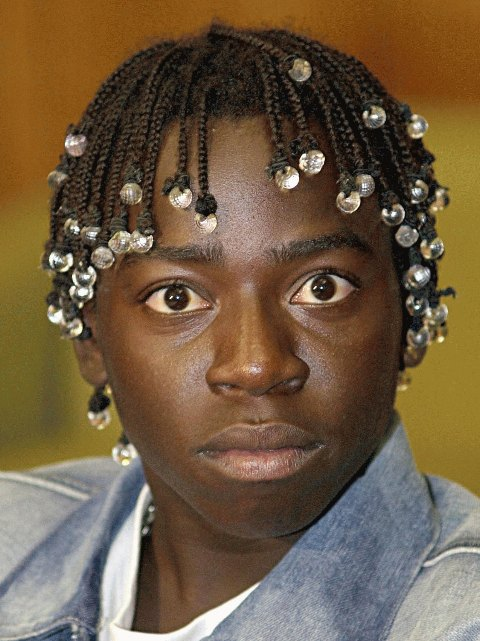
Douglas Silva

Douglas Silva (* 27. September 1988 in Rio de Janeiro) ist ein brasilianischer Schauspieler.

## Leben
Bekannt wurde er durch die Darstellung des jungen Löckchen (Dadinho) im Film City of God von Fernando Meirelles. In der Serie City of Men, einem weiteren Projekt von Meirelles, spielt er Acerola, einen der Hauptakteure.

## Filmografie
- 2002: City of God
- 2002–2005: City of Men (TV-Serie)
- 2007: City of Men